# Bakonyoszlop
Bakonyoszlop è un comune dell'Ungheria di 557 abitanti (dati 2001). È situato nella contea di Veszprém.